# 塙凹内かっぱまつり
『塙凹内かっぱまつり』（はなわへこない‐）は、1917年（大正6年）公開の日本の短篇アニメーション映画である。詳しい劇場公開日は不明だが1917年の9月から12月までの間に公開されたと思われる。フィルムは21世紀現在でも現存が確認されていない。

## 概要
小林商会の下でアニメ制作の研究を進めていた、国産アニメ映画の創始者の1人、幸内純一による作品。フィルムが現存していないため、ストーリー等の詳細は不明。
1918年に小林商会が経営難で映画製作を中止。そのため本作以降、幸内純一は13年間アニメ作品を製作しなかった。1930年にアニメの製作を再開。トーキーアニメの『ちょん切れ蛇』を製作したが、この作品を最後にアニメ制作を辞めている。

## スタッフ
- 監督・演出・作画 ‐ 幸内純一
- 製作・配給 ‐ 小林商会